# La voce magica
La voce magica (The Climax) è un film realizzato dalla Universal Pictures nel 1944. È stato diretto dal regista George Waggner.
È un film horror statunitense caratterizzato da un'ambientazione operistica, il protagonista è Boris Karloff. È basato sull'opera teatrale del 1909  The Climax di Edward Locke. Originariamente, era destinato ad essere l'ipotetico sequel de Il fantasma dell'Opera dell'anno precedente. L'attrice Susanna Foster è l'unica ad aver recitato in entrambi i film.

## Trama
All'inizio del Novecento, il dottor Friedrich Hohner, medico del teatro reale di Vienna, vive tormentato dal ricordo del suo passato. Un tempo innamorato dell'aspirante soprano Marcellina, la uccise in preda alla gelosia perché ella si rifiutava di abbandonare la sua carriera per lui. Dopo aver nascosto il corpo nel suo studio, Hohner ha vissuto con il rimorso, ossessionato dalla sua morte e dalla sua voce che non riesce a dimenticare. Dieci anni dopo, durante una prova al teatro, Hohner sente una giovane cantante, Angela Klatt, la cui voce gli ricorda quella di Marcellina. Angela, accompagnata dal pianista Franz Munzer, canta un pezzo che Marcellina interpretava con perfezione, suscitando l'entusiasmo del direttore d'opera, il conte Seebruck, che decide di farla esibire davanti al grande pubblico. Nonostante le sue preoccupazioni, Angela si lascia affascinare da Hohner, che inizia a raccontarle la storia di Marcellina, perfino regalandole il suo collier.
Preoccupato per il destino della giovane, Hohner la sottopone a ipnosi, cercando di iniettare nel suo subconscio l'idea di non voler mai più cantare. Tuttavia, quando Angela inizia a mostrare segni di cambiamento, Franz si preoccupa profondamente e cerca di aiutarla. La giovane donna, ormai priva di energia, non riesce a cantare durante una prova ma Hohner convince gli altri che ha bisogno di riposo e la isola dal resto del mondo. Con l'aiuto di Luise, la domestica di Hohner, Franz tenta di liberarla ma l'influenza del dottore persiste, anche quando Angela è lontana da lui.
Franz e Carl cercano di restituire la fiducia ad Angela organizzando una performance speciale ma prima della sua esibizione, Hohner tenta di riaffermare la sua volontà su Angela. Alla fine, un drammatico confronto porta alla liberazione della giovane cantante, ma Hohner non smette di perseguitarla.

## Produzione
Il film, diretto da George Waggner su una sceneggiatura di Curt Siodmak e Lynn Starling e un soggetto di Edward Locke (autore dell'opera teatrale), fu prodotto da George Waggner per la Universal Pictures e girato dal 1º febbraio marzo del 1944.

## Distribuzione
Il film fu distribuito con il titolo The Climax negli Stati Uniti dal 20 ottobre 1944 al cinema dalla Universal Pictures.
Altre distribuzioni:
- in Svezia il 23 aprile 1945 (Farlig makt)
- in Portogallo il 14 febbraio 1946 (Terror na Ópera)
- in Finlandia il 31 gennaio 1947 (Vaarallinen rakkaus)
- in Danimarca il 2 giugno 1947 (Teaterlægens hemmelighed)
- in Brasile (Climax)
- in Francia (La passion du docteur Holmes)
- in Italia il 2 settembre 1948 (La voce magica)
- in Spagna (Misterio en la ópera)
- in Grecia (Το μυστικό της Όπερας)

## Critica
Secondo Rudy Salvagnini (Dizionario dei film horror) il film è "caratterizzato da una sontuosa fotografia a colori che gli conferisce una notevole ricchezza visuale" similmente alla trama del Fantasma dell'Opera ma con più realismo e meno elementi fantastici grazie anche alla interpretazione di Karloff. Secondo Leonard Maltin il film non è caratterizzato da "nessuna sorpresa" ma risulta comunque " ben costruito".

## Promozione
Le tagline sono:
- "The screen's classic of suspense!".
- "IT TOPS THEM ALL IN SPECTACLE, THRILLS, MYSTERY, ROMANCE!".
- "ALL IN Brilliant TECHNICOLOR!".
- "Greater than "The PHANTOM of the OPERA"".